# Winton-Formation

Lage der Winton-Formation

Die Winton-Formation  ist eine Formation im Great Artesian Basin in Australien. Diese Abfolge kreidezeitlicher Sedimentgesteine ist vom nördlichen bis ins westliche zentrale Queensland und weiter südlich in New South Wales und South Australia aufgeschlossen.
Die Winton-Formation ist eine der größten Formationen Australiens. Am Diamantina-Nationalpark ist die Formation mit etwa 400 Metern eher geringmächtig, während die Mächtigkeit bei Thargomindah nahezu 1200 Meter beträgt. Durch Bohrungen wurde festgestellt, dass auch dünne Lagen von Kohle in den Schichten eingelagert sind. Die Formation ist größtenteils tief verwittert, was zur Bildung von Laterit und Silcreten führte. In den Gebieten, die starker Erosion unterlagen, befinden sich die Opalfelder im Westen von Queensland. Fossilien finden sich in Gebieten, die weniger stark erodiert sind.
Die Sedimentgesteine der Formation rühren größtenteils von recycelten vulkanischem Material her. So waren an der Nordostküste Queenslands in der Kreide Vulkane aktiv.
Aus der Winton-Formation stammen zahlreiche Überreste von Dinosauriern wie Sauropoden und Theropoden; Funde schließen Australovenator, Diamantinasaurus und Wintonotitan mit ein. Westlich der Stadt Eromanga wurden die Überreste von Krokodilen, Fischen, Lungenfischen, Schildkröten, Insekten und Frischwassermuscheln gefunden.